# Montpellier HSC
Montpellier Hérault Sport Club je francoski nogometni klub iz Montpelliera. Ustanovljen je bila leta 1974 in trenutno igra v Ligue 1, 1. francoski nogometni ligi.
Domači stadion Montpelliera je Stade de la Mosson, ki sprejme 32.900 gledalcev. Barvi dresov sta modra in oranžna. Nadimek nogometašev je La Paillade.

## Dosežki
- Prvak Ligue 1 : 2012.
- Prvak Ligue 2 : 1946, 1961, 1987.
- Podprval Ligue 2 : 1952, 1981, 2009.
- Zmagovalec DH Sud-Est : 1928, 1932, 1976.
- Zmagovalec Coupe de France : 1929 (kot SO Montpellier), 1990.
- Zmagovalec Coupe de la Ligue : 1992.
- Coupe de France finalist :  1931, 1994.
- Zmagovalec pokala Intertoto : 1999.

## Menedžerji
| - Joseph Azema 1938-1939 - Georges Kramer 1946-1948 - Georges Winckelmans 1948-1950 - Istvan Zavadsky 1950-1951 - Joszef Pepi Humpal 1951-1952 - Luis Cazorro 1952-1953 - Julien Darui 1953-1954 - Marcel Tomazover 1954-1956 - Istvan Zavadsky 1956-1958 - Hervé Mirouze 1958-1963 - Louis Favre 1963-1968 - Roger Rolhion 1968-1969 - Marian Borowski 1969-1970 - Hervé Mirouze 1970-1974 - André Cristol 1974-1976 - Louis Favre 1976 - Robert Nouzaret 1976-1980 | - Kader Firoud in Jacques Bonnet 1980-januar 1982 - Jacques Bonnet januar 1982-1983 - Robert Nouzaret 1983-1985 - Michel Mézy 1985-1987 - Pierre Mosca 1987-1989 - Aimé Jacquet 1989-februar 1990 - Michel Mézy februar 1990-1990 - Henryk Kasperczak 1990-1992 - Gérard Gili in Jean-Louis Gasset 1992-november 1994 - Michel Mézy november 1994-1998 - Jean-Louis Gasset 1998-november 1999 - Michel Mézy november 1999-november 2002 - Gérard Bernardet november 2002-februar 2004 - Robert Nouzaret februar-september 2004 - Jean-François Domergue november 2004-april 2007 - Rolland Courbis april 2007-junij 2009 - Rene Girard junij 2009-junij 2013 - Jean Fernandez junij 2013-december 2013 - Rolland Courbis december 2013-december 2015 - Pascal Baills in Bruno Martini december 2015-januar 2016 - Frédéric Hantz januar 2016-maj 2017 - Michel Der Zakarian maj 2017- |

## Znani igralci
| Francozi - Didier Agathe - William Ayache - Pascal Baills - Bruno Bellone - Laurent Blanc - Eric Cantona - Mohamed Chakouri - Fleury Di Nallo - Fabrice Divert - Pascal Fugier - Vincent Guérin - Jean-François Larios - Patrice Loko - Bruno Martini - Toifilou Maoulida - Michel Mézy - Gérald Passi - Reynald Pedros - Laurent Robert - Jean-Christophe Rouvière - Albert Rust - Jacques Santini - Christian Sarramagna - Franck Sauzée - Franck Silvestre - Jean-Marc Valadier - Daniel Xuereb - Manuel Dos Santos | Argentinci - Gino Padula Alžirci - Kader Ferhaoui - Ahmed Reda Madouni - Malek Aït-Alia Armenci - Michel Der Zakarian Brazilci - Júlio César Kamerunci - Marcel Mahouvé - Valery Mezague - Roger Milla - Bill Tchato Kolumbijci - Carlos Valderrama Hrvati - Aljoša Asanović Gvinejci - Fodé Mansare Madžari - Sándor Zombori - András Törőcsik Državljani Slonokoščene obale - Ibrahima Bakayoko - Mama Ouattara Maročani - Mehdi Taouil | Nizozemci - Wilbert Suvrijn Poljaki - Jacek Ziober Romuni - Joseph Kaucsar Senegalci - Aliou Cissé - Souleymane Camara Švedi - Per Kaufeldt Tožani - Robert Malm |